# Without a Song
"Without a Song" is een lied geschreven door de Amerikaanse componist Vincent Youmans met tekst van Billy Rose en Edward Eliscu. Het werd geschreven voor de musical Great Day uit 1929.

## Achtergrond
Alhoewel Great Day slechts 36 keer werd uitgevoerd, bracht het twee populaire nummers voort; naast "Without a Song" was dit ook "Great Day". De eerste van de twee werd de bekendste. Het werd in de musical gezongen door Gilbert Burgess Holland. Het orkest van Fletcher Henderson zorgde hierbij voor de muzikale begeleiding.
Een van de eerste artiesten die "Without a Song" buiten de musical om opnam was Bing Crosby, die het uitvoerde met het orkest van Paul Whiteman. Hij nam zijn versie op 9 oktober 1929 op en bereikte een aantal hitlijsten. In maart 1946 werd het opgenomen door Billy Eckstine; op 30 augustus 1960 nam hij een liveversie op tijdens een optreden in een hotel in Las Vegas, die verscheen op het album No Cover, No Minimum. Perry Como nam het tweemaal op: op 11 januari 1951 en in juni 1970 tijdens een live-optreden in het LVH – Las Vegas Hotel & Casino. De opname uit 1951 verscheen als single en stond in 1957 ook op zijn album Dream Along with Me. The Beatles namen het op 28 januari 1969 op tijdens een jamsessie gedurende de opnamen van het album Let It Be. Opvallend hierbij is dat het niet werd gezongen door een van de bandleden, maar door gastmuzikant Billy Preston. Deze versie verscheen in 2021 voor het eerst op de heruitgave van Let It Be.
Lawrence Tibbett, Nelson Eddy en Frank Sinatra namen een versie van "Without a Song" op met wat de oorspronkelijke tekst zou kunnen zijn. Hierin zit onder meer de regel "a darkie's born", waarbij "darkie" een denigrerende term is voor zwarte mensen. In latere opnames zong Sinatra in plaats hiervan de regel "a man is born". Andere versies werden opgenomen door onder meer John Abercrombie, Louis Armstrong, Tony Bennett, George Benson, Art Blakey, The Carpenters, Ray Charles, Bill Evans, Clare Fischer, Roy Hamilton, Joe Henderson, Freddie Hubbard, The Isley Brothers, Mahalia Jackson, Al Jolson, Mario Lanza, Lauritz Melchior, Nana Mouskouri, Willie Nelson, Art Pepper, Oscar Peterson, Elvis Presley, Billy Preston solo, Sonny Rollins, Jimmy Scott, Neil Sedaka, Gary Shearston, Keely Smith, The Supremes, Art Tatum, Stanley Turrentine en Stevie Wonder.